# Lieuron
Lieuron ist eine französische Gemeinde im Département Ille-et-Vilaine in der Trgion Bretagne. Sie gehört zum Arrondissement Redon und zum Kanton Redon.

## Geografie
Die Gemeinde Lieuron liegt etwa 30 Kilometer südsüdwestlich von Rennes. Im Nordwesten reicht das Gemeindegebiet bis an den Fluss Combs. Lieuron grenzt im Westen und im Norden an Maure-de-Bretagne, im Nordosten an Lohéac, im Osten an Guipry-Messac mit Guipry und im Süden an Pipriac. Das Siedlungsgebiet befindet sich auf ungefähr 35 Metern über Meereshöhe.

## Geschichte
Frühere Ortsnamen waren Ludron (11. Jahrhundert), Lurron (1386) und Leuron (1426). Der heutige Ortsname erschien schon im (16. Jahrhundert). 

### Bevölkerungsentwicklung
| Jahr                       | 1962 | 1968 | 1975 | 1982 | 1990 | 1999 | 2011 | 2020 |
| Einwohner                  | 608  | 555  | 561  | 526  | 505  | 560  | 759  | 787  |
| Quellen: Cassini und INSEE |      |      |      |      |      |      |      |      |

## Sehenswürdigkeiten
- Kirche Saint-Melaine, Monument historique[1]
- Kapelle Notre-Dame-des-Sept-Douleurs, Monument historique[2]
- Friedhofskreuz, Monument historique[3]

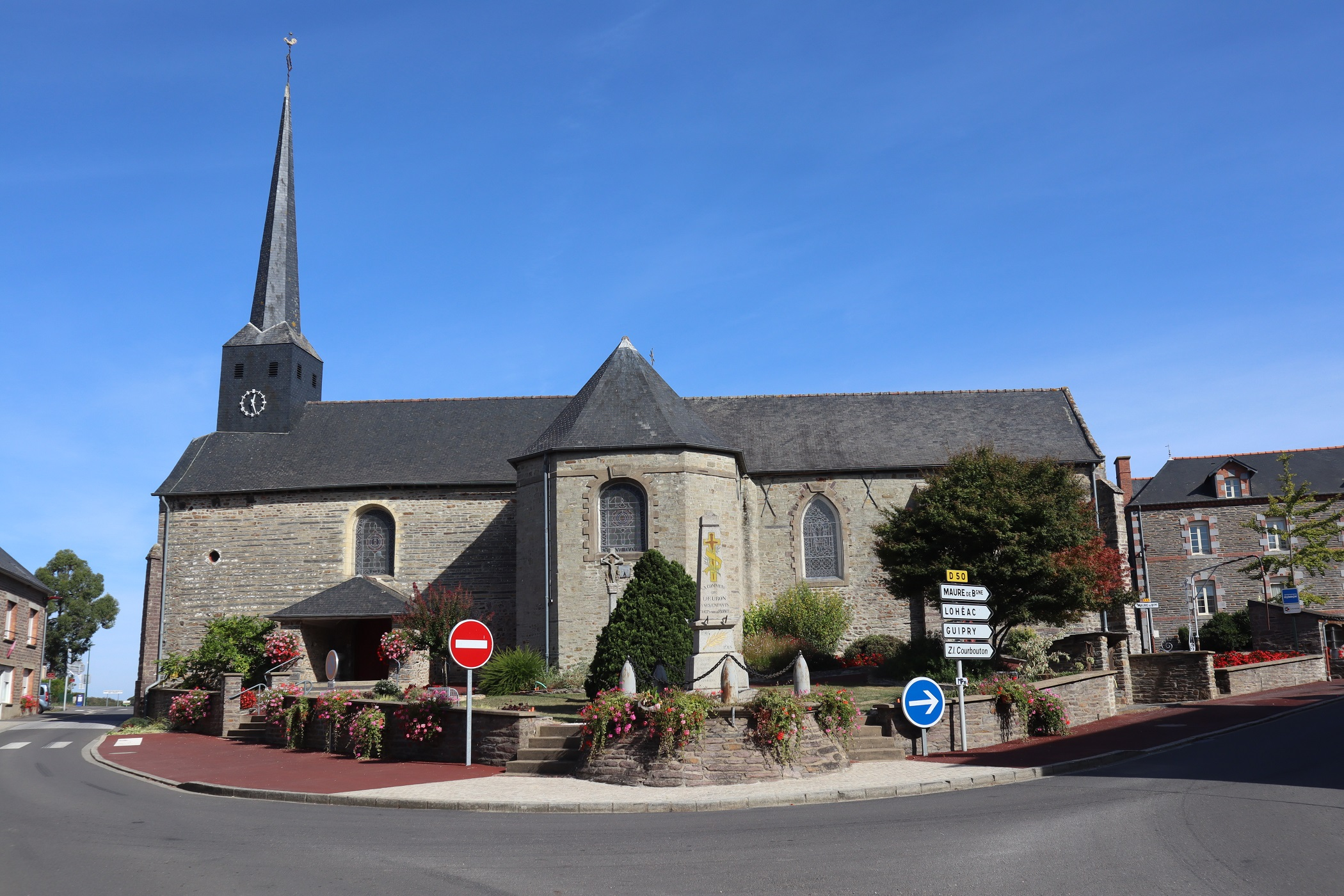
Kirche Saint-Melaine
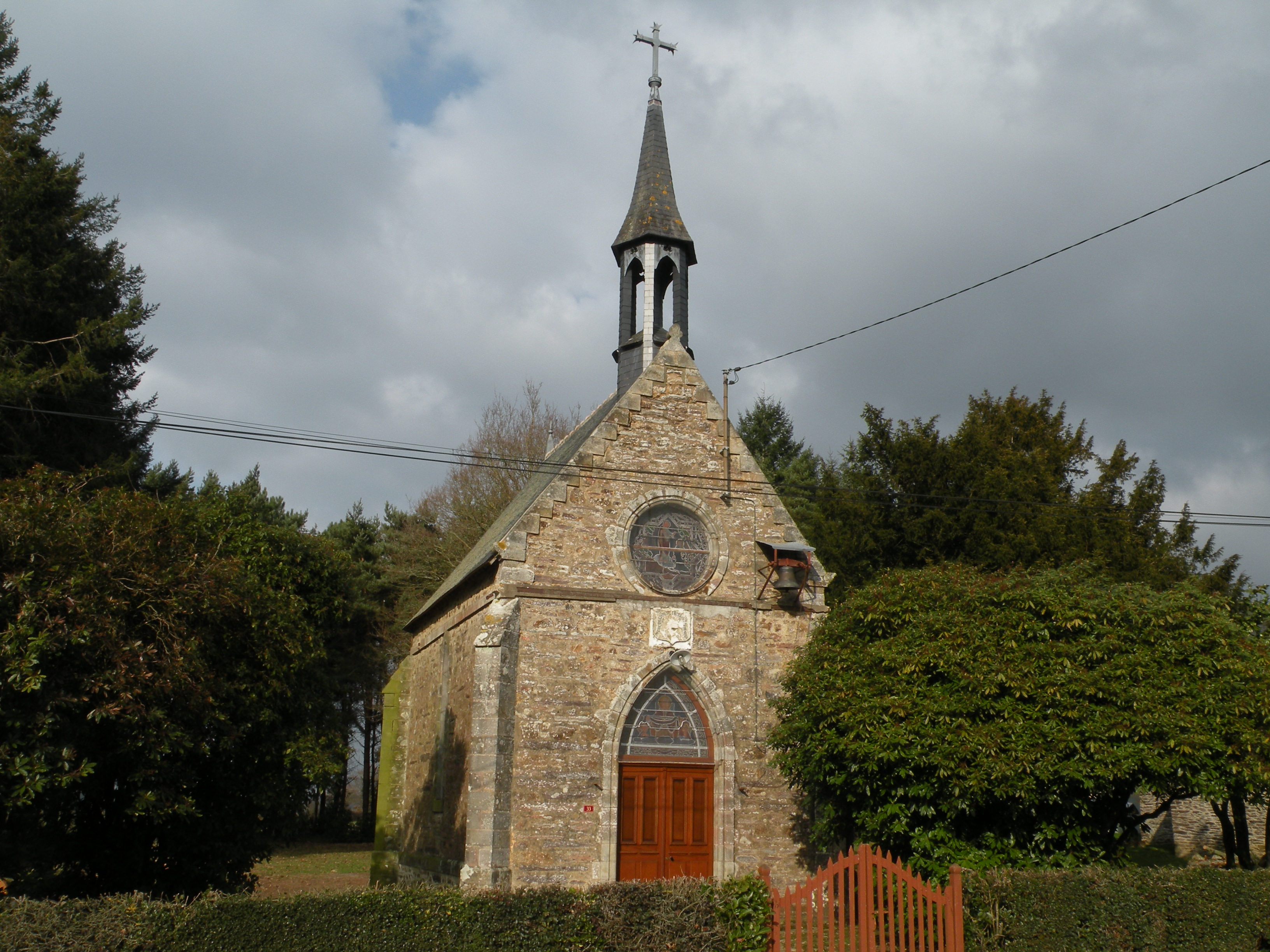
Kapelle Notre-Dame-des-Sept-Douleurs
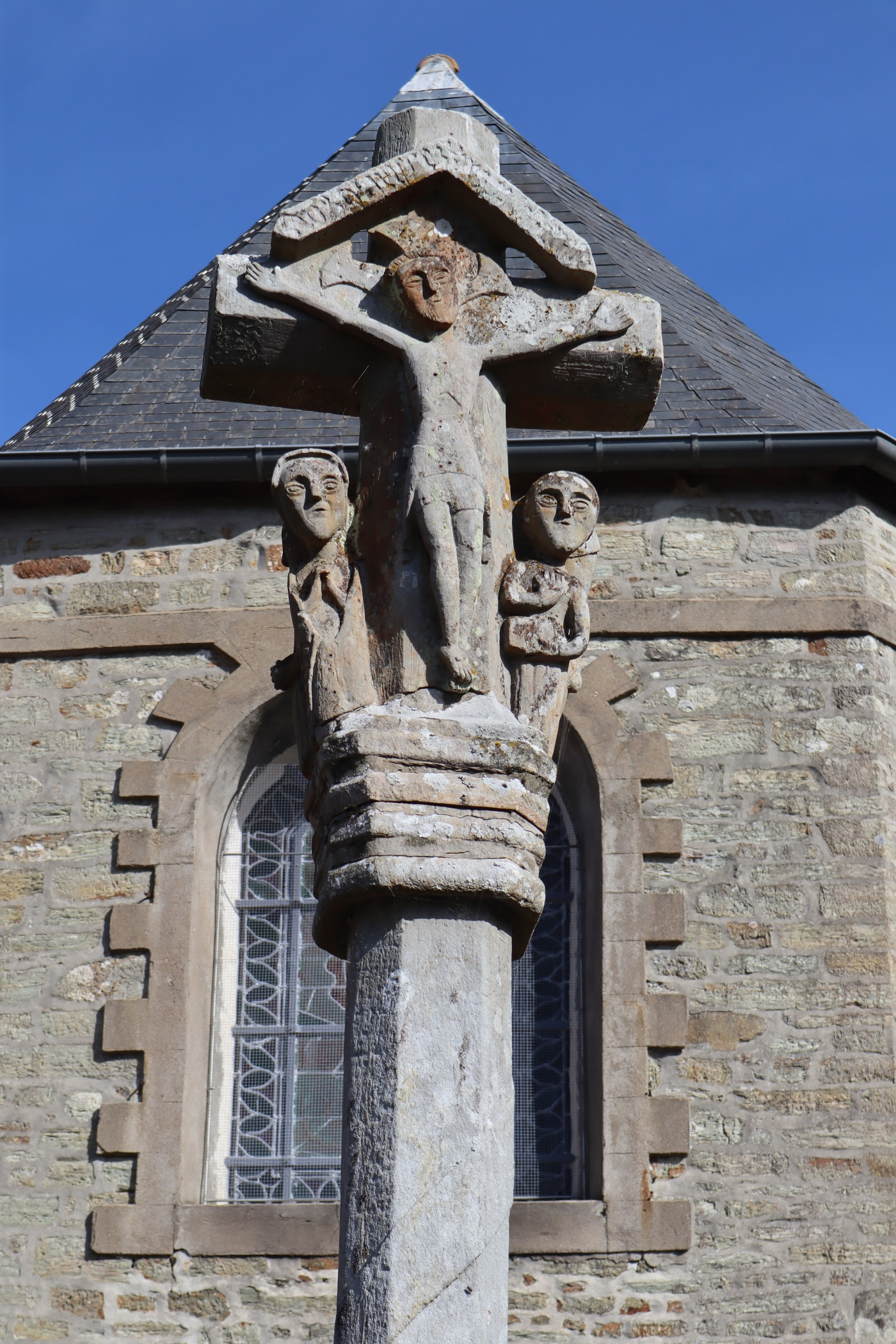
Friedhofskreuz
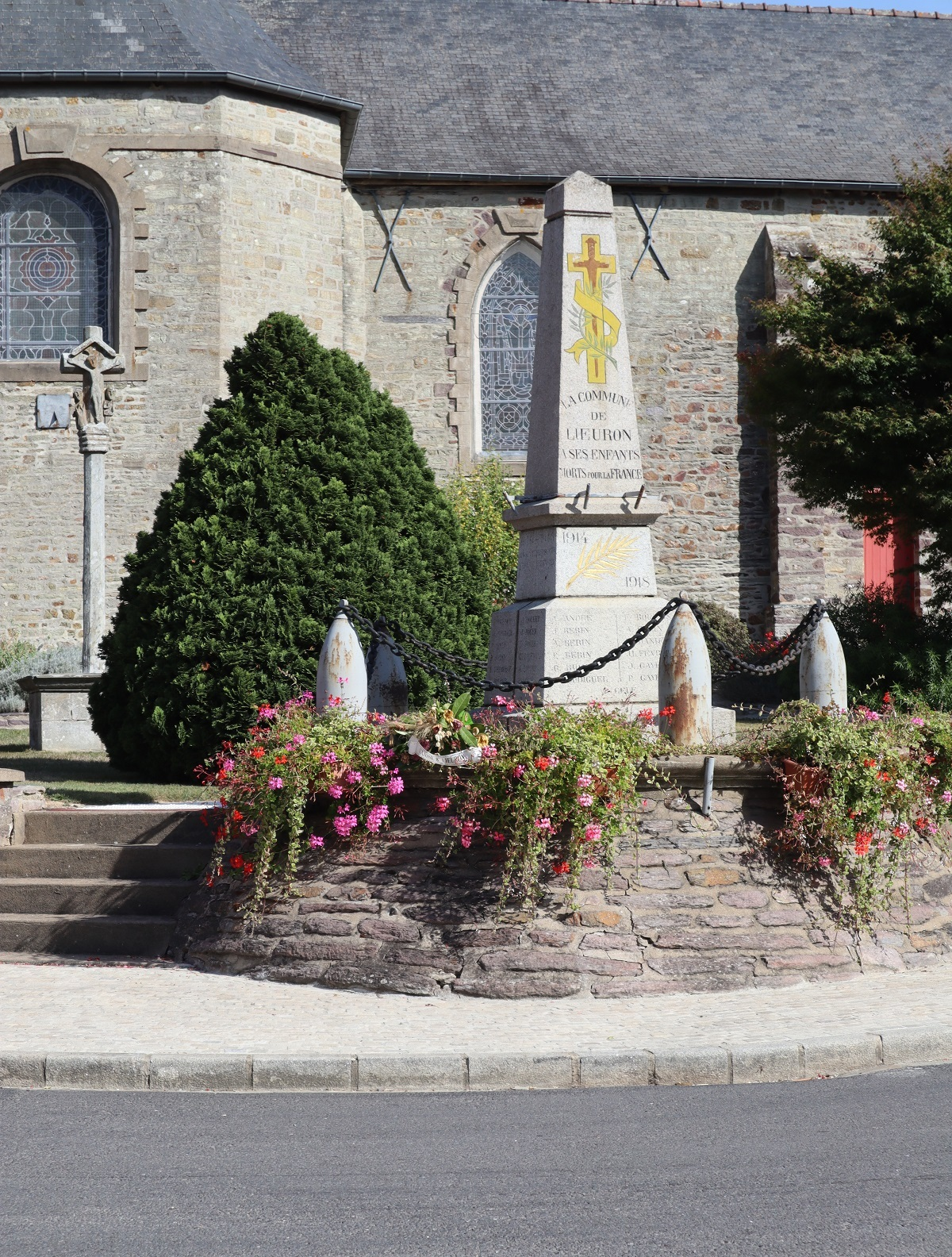
Gefallenendenkmal

## Belege
1. ↑  Kirche auf www.pop.culture.gouv.fr (französisch)
2. ↑  Kapelle auf www.pop.culture.gouv.fr (französisch)
3. ↑  Friedhofskreuz auf www.pop.culture.gouv.fr (französisch)